# Victor Smirnov
Victor Ilici Smirnov (în rusă Виктор Ильич Смирнов; n. 2 mai 1929, Repișce⁠(d), Malîșevskoe⁠(d), RSFS Rusă, URSS) este un politician sovietic, cunoscut pentru activitatea sa din funcția de secretar II al Comitetului Central al Partidului Comunist din RSS Moldovenească.

## Biografie
După absolvirea școlii medii Malișevskaia în 1948, Smirnov a urmat Institutul Pedagogic de Stat din Vîșnîi Voloceok, pe care l-a finalizat în 1950. Ulterior, a absolvit Școala Superioară de Partid prin corespondență a CC al PCUS în 1958 și Institutul Tehnico-Agricol din Kalinin în 1967. De asemenea, a urmat Academia de Științe Sociale a CC al PCUS.
În 1950 și-a început cariera profesională ca profesor la școala medie din Orujovskaia. În 1951 a devenit prim-secretar al comitetului raional Sândovsk al Komsomolului, iar în 1952 a fost numit secretar pentru cadre și, ulterior, prim-secretar al comitetului regional Kalinin al Komsomolului.
În 1960, Smirnov a fost numit prim-secretar al comitetului raional Kalinin al PCUS. Începând cu aprilie 1962, a ocupat funcțiile de partorg, președinte al biroului organizatoric și secretar al comitetului de partid al Direcției de producție colhoznic-sovhoză Kalinin. Din 1963, a fost secretar și șef al departamentului ideologic al comitetului regional agricol Kalinin al PCUS, iar din 1964, șef al departamentului organelor de partid. Între 1966 și 1974, a fost secretar al comitetului regional Kalinin al PCUS.
În 1975 a devenit șef de sector în departamentul de organizare și muncă de partid al CC al PCUS.

## Activitatea din RSS Moldovenească
În iulie 1984 a fost numit secretar II al CC al Partidului Comunist din RSS Moldovenească, funcție pe care a deținut-o până în 1988. El era responsabil de cadre. În această perioadă, a fost criticat pentru măsurile represive împotriva cadrelor economice și culturale, inclusiv pentru persecutarea lui Vasile Vîșcu, vicepreședinte al Consiliului de Miniștri al RSS Moldovenești la acea vreme. Însuși prim-secretarul PCM, Ivan Bodiul, nota în cartea sa „Vospominania” (editată la Tiraspol): „Mă miră faptul cum unele personalități politice ca Grosu, Kalin, Eremei au permis unui călău ca Smirnov să-și bată joc de cadrele de stat și de partid, pe care ei înșiși le-au crescut pe parcursul multor ani…”. Fostul consilier prezidențial Vladimir Darie a declarat în februarie 2025 că Smirnov ar fi organziat și "sinuciderea" scriitorului Pavel Boțu.
Perioada în care Smirnov a fost secretar II în Moldova a coincis cu ascensiunea viitorului președinte moldovean Vladimir Voronin.
Smirnov a fost deputat în Sovietul Suprem al URSS în legislatura a XI-a. De asemenea, a fost deputat în sovietul regional Kalinin între 1965 și 1975.
În 1989 a fost deschis un dosar penal împotriva sa, fiind acuzat de luare de mită în proporții deosebit de mari, și a fost arestat. La plenara CC al PCUS din 22 mai 1989, s-a discutat despre reabilitarea sa completă, iar Procuratura URSS a închis cazul. Cu toate acestea, în octombrie același an, o comisie a Congresului Deputaților Poporului din URSS a concluzionat că dosarul penal fusese închis prematur și nejustificat. Apoi s-a stabilit la Moscova.